# Олександринівка
Олександрині́вка — село в Україні, у Броварському районі Київської області. Населення становить 89 осіб. Входить до складу Згурівської селищної громади.

## Загальна інформація
В селі закінчується районна автомобільна дорога загального користування місцевого значення С101006, що починається у селі Красному.
У селі в сільському клубі за адресою вул. Першотравнева, 3 розташована виборча дільниця № 152 Територіального виборчого округу № 99.

## Історія
Село було засноване в 1790 році. 
1859 - "деревня" Олександрівка, 8 дворів, 52 жителя.
Є на мапі 1868 року як хутір Олександрівка.
1912 - 472 жителя.
В 1925 році в селі, яке належало до Турівського району Прилуцького повіту, проживало 568 жителів. В Олександринівці до другої світової  було окреме колективне господарство ім. Щорса. У повоєнні роки його приєднано до колгоспу ім. 18 з'їзду КПРС (керівник колгоспу Вовкогон). З роками, у зв'язку з якимсь переселенням, село розквітло. Його було розбудовано за новим планом: рівні вулички, магазини, клуб.                                                                               
Під час Другої Світової війни на аеродромі поблизу села розташовувалася військова техніка 7 авіаційного штурмового корпусу, що брав участь у боях за Київ під командуванням Героя Радянського Союзу, генерал-лейтенанта Каманіна.
21 листопада 2008 року в Олександринівці відбулося відкриття пам'ятного знаку жертвам Голодомору 1932-1933 років і політичних репресій в Україні.

## Уродженці
- Мельник Геннадій Павлович (1967—2015) — солдат Збройних сил України, учасник російсько-української війни 2014—2024[8]